# RTI Rete Televisiva Italiana
La RTI Rete Televisiva Italiana è stata un'emittente televisiva italiana.

## Storia
La RTI Rete Televisiva Italiana fu una delle ultime televisioni private di un certo rilievo che nacquero a Roma. Le origini della RTI risalgono al maggio 1977, quando nell’ufficio stampa del tribunale di Roma venne registrata la testata editoriale “R.T.I. S.p.A.”, con sede legale a Roma, in via Parigi 11; negli atti ufficiali non vi è traccia dei nomi dei fondatori, ma è comunque certo che la proprietà del pacchetto azionario facesse riferimento ad Alessandro e Carlo Perrone, il primo già editore e direttore de Il Messaggero di Roma e proprietario all’epoca de Il Secolo XIX di Genova. Presidente del consiglio d'amministrazione risultava essere Pasquale Prunas, giornalista del Messaggero. La sede operativa iniziale era situata in via Aladino Govoni (zona Balduina), successivamente trasferita in via Caetana, 7 (zona Appia Pignatelli). Trasmetteva da Monte Mario (UHF 30) e Monte Cavo (UHF 32). 
Le prime trasmissioni ufficiali (dopo un breve periodo di trasmissioni sperimentali effettuate con il nominativo di CH 30) risalgono all'ottobre del 1979, quando oramai su Roma operavano soggetti da più di tre, quattro anni. Eppure, grazie alla sua formula del tutto innovativa, la TV non fece affatto fatica a conquistarsi una gran fetta di audience e notorietà.
La TV nacque per volere del gruppo editoriale di Carlo Perrone, già editore a Genova del quotidiano Il Secolo XIX e dell'emittente TVS. Ma la formula della RTI appare subito diversa da tutte le altre TV private; laddove ancora regnava un minimo di pionierismo o approssimazione, la RTI si propose invece con schemi da TV seria, ordinata, quasi nazionale. Nulla era lasciato all'improvvisazione: il palinsesto era congegnato quasi come quello della Rai, la grafica era accattivante, ogni programma era introdotto da sigle realizzate minuziosamente. RTI fu la prima TV privata locale a sfruttare la carta stampata ed i quotidiani per fare pubblicità al palinsesto e ai programmi di punta. L'unica particolarità era che non aveva studi di ripresa e non prevedeva trasmissioni dal vivo. La sua programmazione si componeva di film, cartoni animati, sceneggiati, documentari, concerti, telefilm di ottima qualità (tra cui Charlie's Angels) oltre a qualche evento sportivo, specialmente di boxe.
Questi programmi venivano distribuiti dal gruppo Perrone ad altre emittenti di tutta Italia mediante la società RTI Distribuzione (RTI/D o anche RTID) con omonimo marchio sovrimpresso in video durante le trasmissioni. La stessa RTI aderì sin dall'inizio al circuito televisivo GPE Progetto 1 (poi denominato "Progetto 2" nel 1980), la cui raccolta pubblicitaria era a cura della concessionaria di pubblicità GPE controllata dal gruppo Mondadori, con altre 22 emittenti affiliate nel resto d'Italia e la RTI/D quale fornitore esclusivo dei programmi.

### Fusione con La Uomo TV
Il 13 dicembre 1981 RTI si fuse con un'altra stazione televisiva di Roma, La Uomo Tv (canale UHF 55), di proprietà dei gruppi Caracciolo e Mondadori. La nuova emittente, RTI - La Uomo Tv, raggiunse una migliore copertura del territorio capitolino e del Lazio con il proprio segnale di trasmissione, in vista dell'imminente partenza del nuovo network nazionale della Mondadori (in sinergia con i gruppi Perrone e Caracciolo) che avrebbe preso il posto del precedente circuito GPE - Telemond. Già dal 4 gennaio 1982 infatti, RTI - La Uomo Tv divenne la capofila di Rete 4, del quale iniziò a trasmettere la programmazione, cessando di fatto di esistere come emittente autonoma. 
Nell'agosto 1984, quando Rete 4 venne acquisita dalla Fininvest, il marchio sovrimpresso di RTI (ed ancor prima quello di La Uomo TV) era già sparito dai teleschermi. Tuttavia l'acronimo RTI, con il significato Reti Televisive Italiane, è stato mantenuto e oggi è la società di produzione televisiva nonché concessionaria per i canali televisivi dell’intero gruppo Mediaset (RTI Spa).
Lo storico canale UHF 30, già in uso da RTI, è stato poi utilizzato da Canale 5 fino al passaggio al digitale terrestre.